# Viaggio Air

## Viaggio Air
Viaggio Air était une compagnie aérienne privée bulgare, fondée le 11 septembre 2002 et basée à Sofia, en Bulgarie.

### Histoire
La compagnie a été créée en 2002 et a débuté ses opérations le 27 février 2003 avec un avion ATR 42-300. Elle proposait des vols réguliers intérieurs et internationaux, notamment vers Vienne, Istanbul, et prévoyait des liaisons vers Kyiv et Athènes.
Viaggio Air desservait plusieurs villes bulgares, dont :
- Varna
- Plovdiv
- Bourgas
- Gorna Orjahovica

### Flotte
La flotte de Viaggio Air se composait de deux avions ATR 42-300 :
- LZ-ATR (mis en service en mars 2003)
- LZ-ATS (mis en service en décembre 2003)

Ces appareils ont été transférés à Hemus Air lors de la fusion.

### Fusion et disparition
En 2007, Viaggio Air a été entièrement rachetée par Hemus Air, une autre compagnie bulgare fondée en 1986 et détenue par le groupe industriel TIM basé à Varna. Hemus Air avait pour objectif de consolider le secteur aérien bulgare en regroupant les principales compagnies du pays.
Le 4 juillet 2007, Hemus Air, Viaggio Air et Bulgaria Air ont fusionné pour former une nouvelle entité opérant sous la marque Bulgaria Air, qui est aujourd’hui la compagnie nationale bulgare.

### Identité visuelle
Bien que de courte durée, Viaggio Air arborait une livrée sobre, typique des compagnies régionales européennes du début des années 2000. Son site officiel était www.viaggioair.com (aujourd’hui inactif).